# Rhyacophila ferruginea
Rhyacophila ferruginea là một loài Trichoptera trong họ Rhyacophilidae. Chúng phân bố ở miền Cổ bắc.